# Phraya Manopakorn Nititada

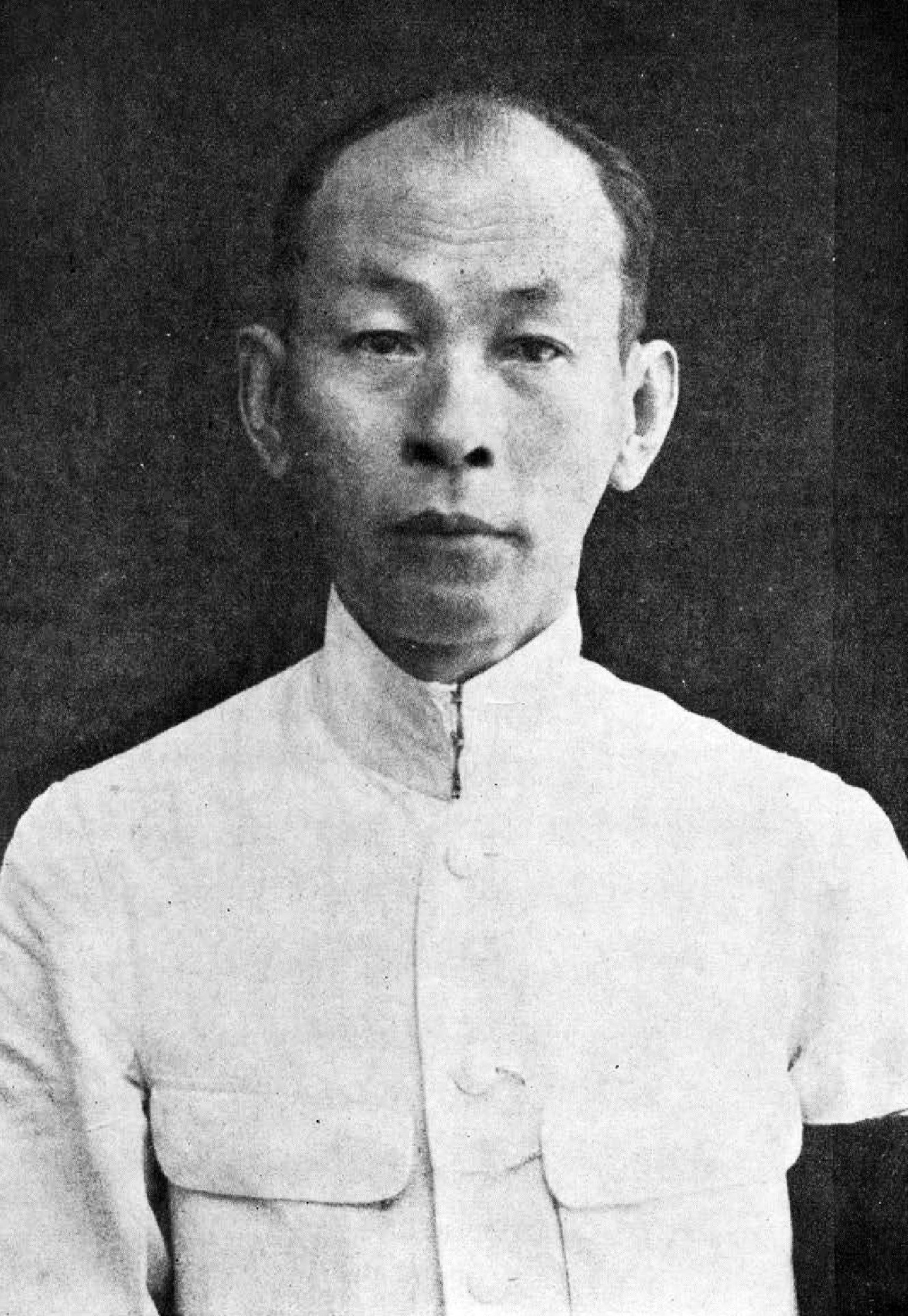
Manopakorn Nititada.

Phraya Manopakorn Nititada (em tailandês: พระยา มโน ปกรณ์ นิติ ธาดา), nascido Kon Hutasingh (em tailandês: ก้อน หุ ตะ สิงห์ ) (Bangkok, 15 de julho de 1884 - Penão, 1º de outubro de 1948) foi o primeiro-ministro do Reino de Sião após a revolução siamesa de 1932, tendo sido eleito líder do Partido Populista - o partido que iniciou a revolução. No entanto, no ano seguinte, Manoparkorn foi afastado do cargo por um golpe em 1933 devido a conflitos entre membros do Partido Populista.

## Biografia

### Primeiros anos
Kon Hutasingha nasceu em 15 de julho de 1884 em Bangkok, filho de Huad e Kaew Hutasingha (em tailandês: นาย ฮ ว ด กับ กับ นาง แก้ว หุ ตะ สิงห์), ambos de origem chinesa. Ele recebeu sua educação primária na Escola Suankularb Wittayalai, localizada em Bangkok. Ele estudou direito no Assumption College e na Escola de Direito do Procurador-Geral. Mais tarde, ele continuou seus estudos no exterior; no Middle Temple em Londres, Inglaterra. Depois de terminar seus estudos, ele começou a trabalhar para o Ministro da Justiça e subiu no escalão tradicional, até que finalmente recebeu o título de Phraya. Em 1918, ele ganhou uma cadeira no Conselho Privado do Rei Vajiravudh (ou Rama VI).

### Papel na revolução de 1932
Após a Revolução de 1932, o Rei Prajadhipok (ou Rama VII) consentiu a deliberação de uma Constituição Provisória em 27 de junho de 1932. A primeira Assembleia Popular do Sião, composta inteiramente por membros nomeados, reuniu-se pela primeira vez em 28 de junho. O revolucionário partido Khana Ratsadon, não querendo parecer que havia instigado a revolução para o auto-engrandecimento, escolheu Phraya Manopakorn como presidente do Comitê. Ele era considerado uma figura bastante neutra e ética e, ao mesmo tempo, respeitado o suficiente para assumir o cargo.
Como resultado, a Assembleia, através do conselho de Pridi Banomyong - um dos líderes do Khana Ratsadon - ofereceu a Manopakorn o cargo de "Presidente do Comitê do Povo", uma versão inicial do cargo de Primeiro-Ministro.
A primeira missão do Gabinete de Phraya Manopakorn foi redigir uma constituição permanente. O rei Prajadhipok fez uma observação que o termo "Presidente do Comitê do Povo" soava como um posto comunista ou republicano. Depois de um debate, o cargo foi eventualmente alterado para "primeiro-ministro". A primeira constituição do Sião foi promulgada sob a supervisão de Phraya Manopakorn em 10 de dezembro de 1932, agora comemorado como o Dia da Constituição da Tailândia.
Logo depois, Phraya Manopakorn se tornou o chefe do primeiro governo constitucional do Sião. O gabinete de Manopakorn, chamado popularmente de Comitê do Povo, se formava entre seus membros de metade do Partido do Povo e a outra metade de altos funcionários públicos e oficiais militares, nomeados sob a orientação do partido. Phraya Manopakorn, em essência, se tornou o fantoche de Khana Ratsadon, e o país um estado de partido único.

### Morte e legado
O golpe de Estado siamês de 1933 aconteceu em 20 de junho, liderado por Phraya Pahol e outros líderes militares. Phraya Manopakorn foi imediatamente afastado do cargo de primeiro-ministro. Phraya Phahol nomeou-se segundo primeiro-ministro do país e assumiu o governo. O rei Pradhipok aceitou devidamente sua nomeação. Manopakorn foi então exilado para Penão, na Malásia britânica, e viveu lá até sua morte em 1948, aos 64 anos.
Phraya Manopakorn foi o primeiro primeiro-ministro do Sião e o primeiro a ser deposto por um golpe. Ele não seria o último primeiro-ministro civil a ser destituído por um golpe militar. Seu legado é misto: por um lado, ele assumiu as rédeas do governo em um momento difícil (entre os quais, a Quinta-Feira Negra), mas por outro lado ele excedeu seus poderes e não foi capaz de se opor aos poderes do Khana Ratsadon, que se tornou cada vez mais ditatorial.